# Frank Sturing
Frank Sturing (* 29. Mai 1997 in Nijmegen) ist ein kanadisch-niederländischer Fußballspieler.

## Karriere

### Verein
Sturing begann seine Karriere beim CSV Oranje Blauw. Zur Saison 2007/08 wechselte er zum NEC Nijmegen. Nach neun Jahren in der Jugend von Nijmegen rückte er zur Saison 2016/17 in den Profikader des Erstligisten. Sein Debüt in der Eredivisie gab er im April 2017, als er am 28. Spieltag jener Saison gegen Vitesse Arnheim in der Startelf stand. Bis Saisonende kam er zu drei Einsätzen in der höchsten niederländischen Spielklasse, aus der er mit Nijmegen allerdings zu Saisonende absteigen musste. In der Saison 2017/18 kam er daraufhin zu 19 Einsätzen in der Eerste Divisie, in denen er einmal traf. In der Saison 2018/19 absolvierte der Verteidiger sieben Zweitligapartien, in der Saison 2019/20 waren es 14.
Im Oktober 2020 verließ Sturing Nijmegen nach 13 Jahren und schloss sich dem Ligakonkurrenten FC Den Bosch an. Für Den Bosch absolvierte er insgesamt 18 Zweitligapartien. Im August 2021 wechselte er zum österreichischen Zweitligisten SV Horn. Für Horn kam er insgesamt zu 44 Einsätzen in der 2. Liga. Nach der Saison 2022/23 verließ er das Team.
Nach einem halben Jahr ohne Verein wechselte er im Januar 2024 dann erstmals nach Kanada, wo er sich dem Erstligisten York United anschloss.

### Nationalmannschaft
Sturing spielte zwischen 2014 und 2016 von der U-18 bis zur U-20 insgesamt sechsmal für niederländische Jugendnationalauswahlen. Im März 2021 wurde der kanadisch-niederländische Doppelstaatsbürger schließlich erstmals in den Kader Kanadas A-Nationalmannschaft berufen. Für diese debütierte er im selben Monat in der WM-Qualifikation bei einem 11:0-Sieg gegen die Cayman Islands, bei dem er auch sein erstes Tor im Nationalteam beisteuerte. Sturing wurde auch für den Gold Cup im selben Jahr nominiert, bei dem die Kanadier das Halbfinale erreichten. Der Innenverteidiger saß allerdings in allen fünf Partien nur auf der Bank.